# Ministerstvo spravedlnosti České republiky
Ministerstvo spravedlnosti České republiky je ústředním orgánem státní správy v justiční oblasti. Ministerstvo bylo zřízeno zákonem č. 2/1969 Sb., o zřízení ministerstev a jiných ústředních orgánů státní správy České republiky. Tento kompetenční zákon (ve znění pozdějších předpisů) vymezuje základní působnost ministerstva, další kompetence jsou zahrnuty v jednotlivých zákonech.

## Oblasti působnosti
Ministerstvo spravedlnosti:

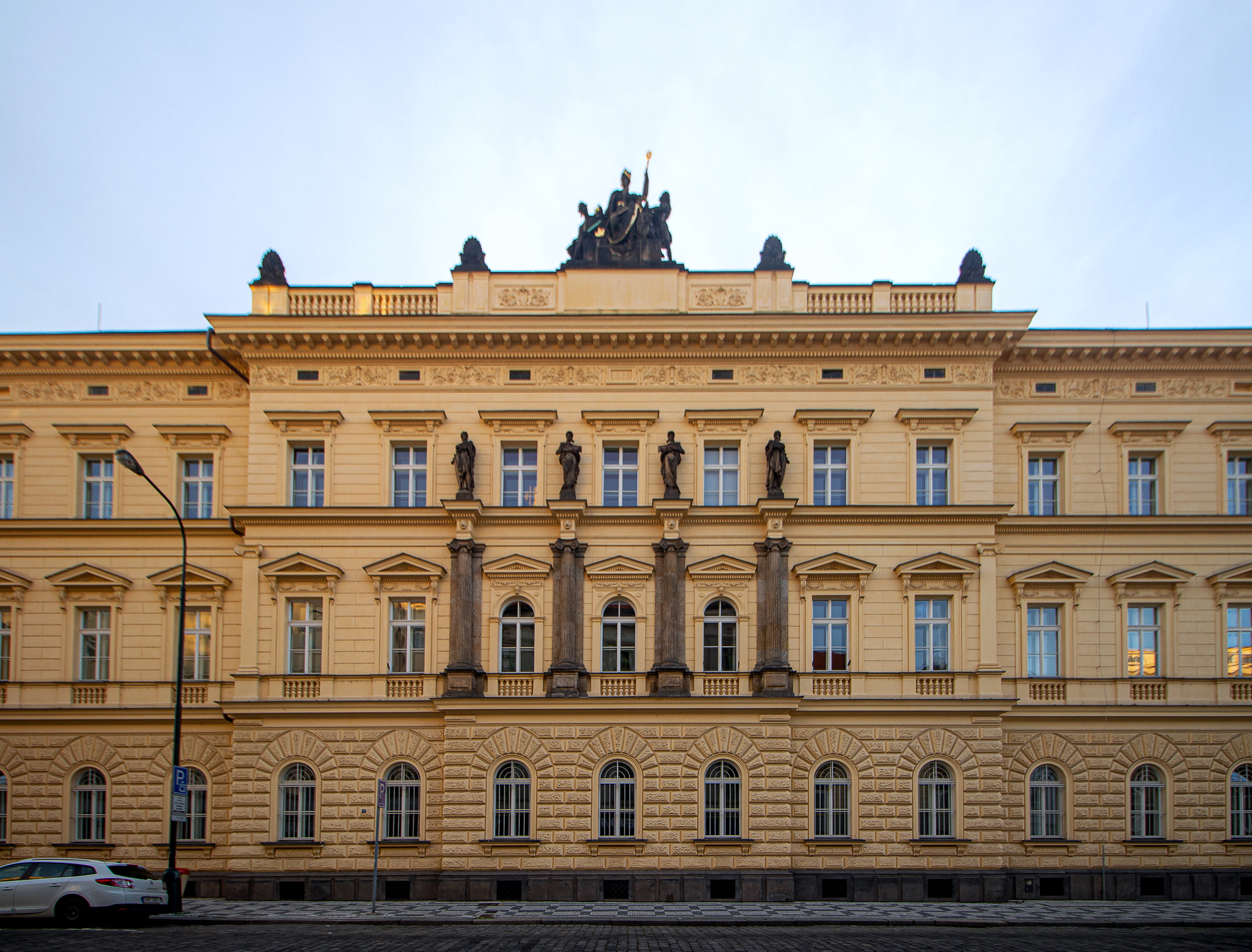
Střední část budovy ministerstva

- je ústředním orgánem státní správy pro soudy, státní zastupitelství, probaci a mediaci a vězeňství (je nadřízeno Vězeňské službě České republiky, zajišťuje její telekomunikační síť)
- vystavuje právní posudky k úvěrovým a garančním dohodám, v nichž je smluvní stranou Česká republika
- zastupuje Českou republiku u Evropského soudu pro lidská práva při vyřizování stížností na porušení Úmluvy o ochraně lidských práv a základních svobod a jejích Protokolů a Mezinárodního paktu o občanských a politických právech a koordinuje provádění rozhodnutí příslušných mezinárodních orgánů
- řídí Institut pro kriminologii a sociální prevenci, Rejstřík trestů a Justiční akademii
- vede seznam rozhodců pro spotřebitelské spory
- vede seznam soudních znalců a tlumočníků

## Historie
Za první republiky ministerstvo sídlilo spolu s tehdejším Nejvyšším správním soudem (Nejvyšší soud sídlil v Brně) v budově bývalé kadetky na adrese Mariánské hradby 2, Praha.
Do 31. prosince 1992 ministerstvo vykonávalo také správu státního notářství.